# Tournoi de clôture du championnat de Colombie de football 2010
Navigation
Tournoi précédent Tournoi suivant
Le tournoi de clôture de la saison 2010 du Championnat de Colombie de football est le deuxième tournoi de la soixante-troisième édition du championnat de première division professionnelle en Colombie. 
Les dix-huit meilleures équipes du pays disputent le championnat semestriel qui se déroule en deux phases :
- lors de la phase régulière, les équipes s'affrontent une fois plus une rencontre face à une autre formation du même secteur géographique.
- les huit premiers du classement disputent la phase finale (deux poules de quatre équipes), dont les deux vainqueurs se rencontrent lors de la finale nationale pour le titre.

La relégation est décidée en faisant la moyenne des points obtenus lors des trois dernières saisons (2008, 2009 et 2010). Le dernier de ce classement cumulé est relégué et remplacé par le champion de Torneo Postobon, la deuxième division colombienne. Un barrage de promotion-relégation est également organisé entre l'avant-dernier de ce classement cumulé et le vice-champion de Torneo Postobon.
C'est le club d'Once Caldas qui remporte le tournoi, après avoir battu en finale le Deportes Tolima. C'est le quatrième titre de champion de l'histoire du club.

## Qualifications continentales
Le vainqueur du tournoi Clôture se qualifie pour la phase de groupes de la prochaine édition de la Copa Libertadores. Un classement cumulé des tournois Ouverture et Clôture offre une autre place à la meilleure équipe non encore qualifiée (la troisième place est détenue par le vainqueur du tournoi Ouverture) et deux places aux équipes suivantes. Enfin, la troisième place en Copa Sudamericana est réservée au vainqueur de la Copa Colombia.

## Les clubs participants
| - Independiente Santa Fe - CD Los Millonarios - Boyacá Chicó - Deportes Tolima - Once Caldas - Independiente Medellin - Envigado FC - Deportivo Tuluá - Deportes Quindio | - Atlético Nacional - Atlético Huila - América de Cali - Real Cartagena - Deportivo Pereira - Cucuta Deportivo - Deportivo Cali - Atlético Junior - CD La Equidad |

## Compétition
Le barème utilisé pour établir l'ensemble des classements est le suivant :
- Victoire : 3 points
- Match nul : 1 point
- Défaite : 0 point

### Phase régulière
| Rang | Équipe                 | Pts | J  | G  | N  | P  | Bp | Bc | Diff |
| ---- | ---------------------- | --- | -- | -- | -- | -- | -- | -- | ---- |
| 1    | Deportes Tolima        | 36  | 18 | 11 | 3  | 4  | 35 | 15 | +20  |
| 2    | Once Caldas            | 36  | 18 | 11 | 3  | 4  | 34 | 26 | +8   |
| 3    | Independiente Santa Fe | 35  | 18 | 10 | 5  | 3  | 26 | 13 | +13  |
| 4    | Atlético Nacional      | 33  | 18 | 10 | 3  | 5  | 25 | 23 | +2   |
| 5    | Deportes Quindío       | 31  | 18 | 9  | 4  | 5  | 25 | 20 | +5   |
| 6    | Atlético Huila         | 30  | 18 | 8  | 6  | 4  | 28 | 24 | +4   |
| 7    | Cúcuta Deportivo       | 28  | 18 | 8  | 4  | 6  | 23 | 18 | +5   |
| 8    | CD La Equidad          | 28  | 18 | 8  | 4  | 6  | 23 | 23 | 0    |
| 9    | Deportivo Cali         | 26  | 18 | 6  | 8  | 4  | 31 | 23 | +8   |
| 10   | América de Cali        | 25  | 18 | 7  | 4  | 7  | 25 | 23 | +2   |
| 11   | Independiente Medellín | 24  | 18 | 5  | 9  | 4  | 22 | 22 | 0    |
| 12   | CD Los Millonarios     | 22  | 18 | 6  | 4  | 8  | 25 | 25 | 0    |
| 13   | Boyacá Chicó           | 21  | 18 | 5  | 6  | 6  | 16 | 26 | -10  |
| 14   | Atlético JuniorT       | 16  | 18 | 2  | 10 | 6  | 21 | 28 | -7   |
| 15   | Real Cartagena         | 15  | 18 | 3  | 6  | 9  | 17 | 28 | -11  |
| 16   | Deportivo Tuluá        | 13  | 18 | 3  | 4  | 11 | 14 | 30 | -16  |
| 17   | Deportivo Pereira      | 9   | 18 | 0  | 9  | 9  | 12 | 22 | -10  |
| 18   | Envigado FC            | 9   | 18 | 1  | 6  | 12 | 19 | 32 | -13  |

| Résultats (▼dom., ►ext.) | AME | HUI | NAC | BOY | COR | CUC | QUI | TOL | CAL | PER | ENV | DIM | JUN | EQU | MIL | ONC | RCA | SFE |
| América de Cali          |     |     | 2-0 | 4-0 |     | 0-0 | 1-1 | 1-0 | 1-2 | 1-1 |     |     |     |     |     |     | 0-2 | 1-2 |
| Atlético Huila           | 1-1 |     | 2-2 | 4-0 |     | 4-1 | 1-0 | 3-1 |     | 3-2 |     | 1-1 |     |     |     |     | 2-1 |     |
| Atlético Nacional        |     |     |     | 2-0 | 2-1 | 1-0 | 1-0 |     |     |     | 1-1 | 1-0 |     | 3-1 | 2-1 |     |     | 0-1 |
| Boyacá Chicó             |     |     |     |     | 1-0 |     |     |     | 1-0 |     | 2-1 | 3-3 | 1-0 | 0-0 | 1-1 | 0-1 |     | 2-0 |
| Deportivo Tuluá          | 1-2 | 1-1 |     |     |     |     | 2-1 |     | 1-1 |     | 2-1 |     | 2-0 | 2-2 | 1-2 | 0-3 |     |     |
| Cúcuta Deportivo         |     |     |     | 2-0 | 3-0 |     |     |     | 2-1 |     | 2-0 | 1-2 | 3-3 | 2-0 | 2-1 |     |     | 1-1 |
| Deportes Quindío         |     |     |     | 2-1 | 2-0 | 1-0 |     |     | 2-0 |     | 3-2 |     |     | 1-0 | 3-2 |     |     | 3-2 |
| Deportes Tolima          |     | 3-0 | 3-0 | 3-1 | 3-0 | 1-0 | 2-0 |     |     |     | 2-0 |     |     | 3-0 |     |     |     | 1-2 |
| Deportivo Cali           | 6-3 | 0-0 | 3-1 |     |     |     |     | 1-1 |     | 1-1 |     | 0-0 | 2-2 |     |     | 5-3 | 3-1 |     |
| Deportivo Pereira        |     |     | 0-0 | 2-2 | 0-0 | 1-2 | 0-0 | 1-2 |     |     | 1-1 |     |     |     |     | 0-0 |     | 0-1 |
| Envigado FC              | 1-3 | 0-1 |     |     |     | 1-1 |     |     | 2-2 |     |     |     | 2-2 | 1-2 | 1-2 | 1-2 | 2-1 |     |
| Independiente Medellín   | 1-0 |     | 1-2 |     | 2-1 |     |     | 1-0 |     | 1-1 | 2-2 |     |     | 1-1 | 3-2 |     | 1-1 |     |
| Atlético Junior          | 0-2 | 1-1 | 4-2 |     |     |     | 0-2 | 1-1 |     | 2-1 |     | 1-1 |     |     |     | 2-2 | 1-1 |     |
| CD La Equidad            | 0-2 | 4-1 |     | 1-1 |     |     |     |     | 0-3 | 2-0 |     |     | 1-0 |     | 2-0 | 4-2 | 2-1 |     |
| CD Los Millonarios       | 2-0 | 1-2 |     |     |     |     |     | 2-2 | 1-0 | 2-1 |     |     | 1-1 |     |     | 1-2 | 4-0 | 0-0 |
| Once Caldas              | 3-1 | 2-1 | 2-3 |     |     | 1-0 | 4-2 | 1-3 |     | 1-0 |     | 2-1 |     |     |     |     | 2-1 |     |
| Real Cartagena           |     |     | 1-2 | 0-0 | 1-0 | 0-2 | 1-1 | 1-4 |     | 1-0 |     |     | 1-1 |     |     |     |     | 2-2 |
| Independiente Santa Fe   |     | 3-0 |     |     | 3-0 |     |     |     | 1-1 |     | 1-0 | 2-0 | 2-0 | 0-1 | 2-0 | 1-1 |     |     |

### Phase finale

#### Demi-finales
Groupe A :
| Rang | Équipe                 | Pts | J | G | N | P | Bp | Bc | Diff |  | Résultats (▼ dom., ► ext.) | Tol | SFe | Hui | Equ |
| ---- | ---------------------- | --- | - | - | - | - | -- | -- | ---- |  | -------------------------- | --- | --- | --- | --- |
| 1    | Deportes Tolima        | 11  | 6 | 3 | 2 | 1 | 11 | 9  | +2   |  | Deportes Tolima            |     | 2-2 | 4-3 | 1-1 |
| 2    | Independiente Santa Fe | 10  | 6 | 3 | 1 | 2 | 8  | 6  | +2   |  | Independiente Santa Fe     | 0-1 |     | 2-1 | 3-1 |
| 3    | Atlético Huila         | 7   | 6 | 2 | 1 | 3 | 9  | 10 | -1   |  | Atlético Huila             | 2-3 | 1-0 |     | 2-1 |
| 4    | CD La Equidad          | 5   | 6 | 1 | 2 | 3 | 4  | 7  | -3   |  | CD La Equidad              | 1-0 | 0-1 | 0-0 |     |

Groupe B :
| Rang | Équipe            | Pts | J | G | N | P | Bp | Bc | Diff |  | Résultats (▼ dom., ► ext.) | OCa | Cuc | Qui | Nac |
| ---- | ----------------- | --- | - | - | - | - | -- | -- | ---- |  | -------------------------- | --- | --- | --- | --- |
| 1    | Once Caldas       | 13  | 6 | 4 | 1 | 1 | 14 | 7  | +7   |  | Once Caldas                |     | 0-0 | 4-1 | 3-2 |
| 2    | Cucuta Deportivo  | 9   | 6 | 2 | 3 | 1 | 7  | 6  | +1   |  | Cucuta Deportivo           | 2-1 |     | 1-0 | 2-2 |
| 3    | Deportes Quindio  | 6   | 6 | 2 | 0 | 4 | 7  | 12 | -5   |  | Deportes Quindio           | 1-3 | 2-1 |     | 1-2 |
| 4    | Atlético Nacional | 5   | 6 | 1 | 2 | 3 | 9  | 12 | -3   |  | Atlético Nacional          | 1-3 | 1-1 | 1-2 |     |

#### Finale
| Équipe 1        | Résultat | Équipe 2    | Aller | Retour |
| --------------- | -------- | ----------- | ----- | ------ |
| Deportes Tolima | 3 - 4    | Once Caldas | 2 - 1 | 1 - 3  |

### Classement cumulé 2010
| Rang | Équipe                 | Pts | J  | G  | N  | P  | Bp | Bc | Diff |
| ---- | ---------------------- | --- | -- | -- | -- | -- | -- | -- | ---- |
| 1    | Deportes Tolima        | 86  | 46 | 25 | 11 | 10 | 88 | 52 | +36  |
| 2    | Once CaldasClo         | 77  | 44 | 23 | 8  | 13 | 84 | 64 | +20  |
| 3    | Independiente Santa Fe | 75  | 42 | 22 | 9  | 11 | 59 | 42 | +17  |
| 4    | La Equidad             | 69  | 46 | 19 | 12 | 15 | 61 | 60 | +1   |
| 5    | Atlético Nacional      | 66  | 42 | 19 | 6  | 17 | 61 | 60 | +1   |
| 6    | Atlético Huila         | 61  | 42 | 16 | 13 | 13 | 67 | 60 | +7   |
| 7    | Independiente Medellín | 60  | 38 | 15 | 15 | 8  | 53 | 42 | +11  |
| 8    | Cúcuta Deportivo       | 57  | 42 | 15 | 12 | 15 | 45 | 45 | 0    |
| 9    | Deportivo CaliC        | 56  | 36 | 15 | 11 | 10 | 59 | 43 | +16  |
| 10   | Atlético JuniorOuv     | 54  | 40 | 13 | 15 | 12 | 52 | 48 | +4   |
| 11   | Deportes Quindío       | 51  | 42 | 15 | 6  | 21 | 41 | 54 | -13  |
| 12   | Boyacá Chicó           | 50  | 36 | 13 | 11 | 12 | 41 | 50 | -9   |
| 13   | Real Cartagena         | 43  | 36 | 11 | 10 | 15 | 41 | 55 | -14  |
| 14   | CD Los Millonarios     | 41  | 36 | 11 | 8  | 17 | 47 | 54 | -7   |
| 15   | América de Cali        | 41  | 36 | 11 | 8  | 17 | 43 | 51 | -8   |
| 16   | Envigado FC            | 32  | 36 | 7  | 11 | 18 | 42 | 62 | -20  |
| 17   | Deportivo Tuluá        | 28  | 36 | 7  | 7  | 22 | 33 | 62 | -29  |
| 18   | Deportivo Pereira      | 27  | 36 | 4  | 15 | 17 | 35 | 50 | -15  |

|  | Qualification pour la Copa Libertadores 2011 (vainqueur d'un tournoi)                                                        |
|  | Qualification pour la Copa Libertadores 2011 (classement cumulé)                                                             |
|  | Qualification pour la Copa Sudamericana 2011                                                                                 |
|  | Participation au barrage de promotion-relégation                                                                             |
|  | Relégation directe en Torneo Postobon                                                                                        |
|  | Ouv : Vainqueur du tournoi Ouverture 2010 Clo : Vainqueur du tournoi Clôture 2010 C : Vainqueur de la Coupe de Colombie 2010 |

#### Barrage de promotion-relégation
| Équipe 1             | Résultat | Équipe 2    | Aller | Retour |
| -------------------- | -------- | ----------- | ----- | ------ |
| Deportivo Pasto (D2) | 0 - 3    | Envigado FC | 0 - 1 | 0 - 2  |

## Bilan de la saison
| Championnat de Colombie de football 2010 |                        |
| Champion                                 | Once Caldas (4e titre) |
| Coupes et trophées                       |                        |
| Vainqueur de la Coupe de Colombie 2010   | Deportivo Cali         |
| Qualifications continentales             |                        |
| Copa Libertadores 2011                   | Once Caldas            |
| Copa Libertadores 2011                   | Deportes Tolima        |
| Copa Sudamericana 2011                   | Deportivo Cali         |
| Copa Sudamericana 2011                   | CD La Equidad          |
| Copa Sudamericana 2011                   | Independiente Santa Fe |
| Promotions et relégations                |                        |
| Promus en Liga Postobon                  | Itagüí Ditaires        |
| Relégués en Torneo Postobon              | Deportivo Tuluá        |